# Iđoš
Iđoš (cyr. Иђош) – wieś w Serbii, w Wojwodinie, w okręgu północnobanackim, w mieście Kikinda. W 2011 roku liczyła 1822 mieszkańców.